# Carcès
Carcès (provenzalisch Carces)  ist eine französische Gemeinde mit 3.407 Einwohnern (Stand 1. Januar 2022) im Département Var in der Region Provence-Alpes-Côte d’Azur.

## Geografie
Carcès liegt im Zentrum des Départements am Zusammenfluss des Argens mit der Cassole von links und des Caramy von rechts. Im äußersten Westen mündet die Ribeirotte in den Argens. Bekannt ist der Ort durch seinen See. Der auch See von Carcès genannte Lac de la Fontaine d'Ajonc ist ein 1936 geschaffener Stausee, der vom Caramy kurz vor seiner Mündung in den Argens gespeist wird. Er erstreckt sich bei einer Uferlänge von 8 Kilometer über mehr als 100 Hektar.

## Sehenswürdigkeiten
Die romanische Kapelle Notre-Dame-de-Carami aus dem 11. Jahrhundert ist als Monument Historique klassifiziert.